# Zirkularität (Kybernetik)
In der Kybernetik bezeichnet Zirkularität das Resultat von Rückkopplungsprozessen. Zirkularität beschreibt das zentrale Prinzip kybernetischen Denkens oder kybernetischer Prozesse.
Darin wird ein Verhalten einer systemischen Einheit beschrieben, indem die Wirkungen des eigenen Verhaltens (Outputs) rückgekoppelt werden, um das zukünftige Verhalten des Systems direkt und unmittelbar beeinflussen zu können. Zirkularität bildet hier die Grundlage für selbstorganisierende Systeme.

## Geschichte
Ursprünglich hatte der Begriff der Zirkularität eine ausschließlich negative Betonung, da er mit Prozessen wie Teufelskreis, Zirkelschluss oder sich im Kreise drehen assoziiert wurde. So konnte Friedrich Nietzsche das Konzept der Zirkularität konsequent wie folgt zu Ende denken:
Die ewige Wiederkehr des Gleichen: Geschichte ist nicht finalistisch, es gibt keinen Fortschritt und kein Ziel. „Denken wir den Gedanken in seiner furchtbarsten Form: das Dasein, so wie es ist, ohne Sinn und Ziel, aber unvermeidlich wiederkehrend, ohne ein Finale ins Nichts: »die ewige Wiederkehr«. Das ist die extremste Form des Nihilismus: das Nichts (das »Sinnlose«) ewig!“
Solchen Auffassungen widersprechen Vertreter kybernetischer Modelle und Theorien, indem sie eine „Kraft der Zirkularität“ im Denken und Handeln postulieren. Ausschlaggebend für die Entwicklung der Kybernetik war, dass sich „in einigen Köpfen zunehmend die Erkenntnis durchsetzte“ (ebd.), dass viele biologische, soziale, physiologische aber auch technische Probleme mit Hilfe eines linearen kausalanalytischen Denkschemas nicht angemessen erklärt werden könnten, da es die Dynamik „lebender Systeme“ nicht berücksichtige.
Da zirkuläre Modelle dem zurzeit am weitesten verbreiteten wissenschaftlichen Paradigma (vgl. Systemtheorie) zufolge im Gegensatz zu linearen logischen Modellen die Dynamik stattfindender Prozesse laufend berücksichtigen könnten, bekam die Zirkularität schnell einen besonderen Stellenwert. Zirkularität wurde in der um 1945 entstehenden Kybernetik zum Schlagwort. Der ursprüngliche Titel der für die Entwicklung der Kybernetik bahnbrechenden Macy-Konferenzen (1946–1953) beinhaltet nicht zufällig Zirkularität als ersten Begriff: Circular Causal and Feedback Mechanisms in Biological and Social Systems (Zirkulär-kausale und Rückkopplungsmechanismen in biologischen und sozialen Systemen). Die heutige Systemtheorie kennt zirkuläre als auch lineare und weitere Systeme. In heutigen wissenschaftlichen Ansätzen stehen Vertreter zirkulärer Logik solchen der linearen oft nach wie vor gegenüber. Eine grundlegende Variante beider Positionen wird von Vertretern der Hermeneutik (vgl. auch Hermeneutischer Zirkel) eingenommen.